# Ласло Бедер
Ласло Бедер (угор. Bödör László, нар. 17 серпня 1933, Будапешт) — угорський футболіст, що грав на позиції нападника, зокрема, за клуб МТК (Будапешт), а також національну збірну Угорщини.
Чемпіон Угорщини. Володар Кубка Мітропи. 

## Клубна кар'єра
У футболі дебютував 1954 року виступами за команду «Вашаш», в якій провів один сезон. 
Протягом 1955—1956 років захищав кольори клубу «Дорог».
Своєю грою за останню команду привернув увагу представників тренерського штабу клубу МТК (Будапешт), до складу якого приєднався 1956 року. Відіграв за клуб з Будапешта наступні дев'ять сезонів своєї ігрової кар'єри. У складі МТК був одним з головних бомбардирів команди, маючи середню результативність на рівні 0,34 гола за гру першості. За цей час виборов титул чемпіона Угорщини, ставав володарем Кубка Мітропи.
Завершив ігрову кар'єру у команді «Дебрецен», за яку виступав протягом 1967—1968 років.

## Виступи за збірну
17 лютого 1961 року дебютував в офіційних матчах у складі національної збірної Угорщини. Протягом кар'єри у національній команді провів у її формі 1 матч.
Був присутній в заявці збірної на чемпіонату світу 1962 року у Чилі, але на поле не виходив.

## Титули і досягнення
- Чемпіон Угорщини (1):

МТК (Будапешт): 1958
- Володар Кубка Мітропи (1):

МТК (Будапешт): 1963